# Haute-Normandie
Die Haute-Normandie [otnɔʀmɑ̃ˈdi] (deutsch Obernormandie) war eine Region im Norden Frankreichs, die aus den Départements Eure und Seine-Maritime bestand. Sie hatte eine Fläche von 12.317 km² und 1.861.510 Einwohner (Stand: 1. Januar 2022). Hauptstadt der Region war Rouen. Am 1. Januar 2016 vereinigte sich die Basse-Normandie mit der Haute-Normandie zur Region Normandie. Die vorläufige Hauptstadt der neuen Region ist Rouen.

## Geographie
Die Haute-Normandie liegt am Ärmelkanal und grenzt an die Regionen Basse-Normandie, Centre-Val de Loire, Île-de-France und Picardie.

## Wappen
Beschreibung: In Rot zwei blaugezungte und so bewehrte goldene hersehende laufende Leoparden.

## Geschichte
Die Region Haute-Normandie wurde im Jahre 1956 gebildet, als die historische Normandie bei der Einteilung Frankreichs in Programmregionen in die zwei Regionen Basse-Normandie und Haute-Normandie aufgeteilt wurde.
1972 erhielt die Region den Status eines Établissements public unter Leitung eines Regionalpräfekten.
Durch die Dezentralisierungsgesetze von 1982 erhielten die Regionen den Status von Collectivités territoriales (Gebietskörperschaften), wie ihn bis dahin nur die Gemeinden und die Départements besessen hatten.
Im Jahre 1986 wurden die Regionalräte erstmals direkt gewählt. Seitdem wurden die Befugnisse der Region gegenüber der Zentralregierung in Paris schrittweise erweitert.
Am 1. Januar 2016 fusionierte die Region Haute-Normandie mit der benachbarten Region Basse-Normandie zur neuen Region Normandie.

## Städte
Die bevölkerungsreichsten Städte der Haute-Normandie sind:
| Stadt                    | Einwohner (Jahr) | Département    |
| ------------------------ | ---------------- | -------------- |
| Le Havre                 | 166.462 (2022)   | Seine-Maritime |
| Rouen                    | 116.331 (2022)   | Seine-Maritime |
| Évreux                   | 48.335 (2022)    | Eure           |
| Dieppe                   | 28.599 (2022)    | Seine-Maritime |
| Sotteville-lès-Rouen     | 29.039 (2022)    | Seine-Maritime |
| Saint-Étienne-du-Rouvray | 28.653 (2022)    | Seine-Maritime |
| Le Grand-Quevilly        | 25.954 (2022)    | Seine-Maritime |
| Vernon                   | 24.841 (2022)    | Eure           |
| Le Petit-Quevilly        | 21.935 (2022)    | Seine-Maritime |
| Mont-Saint-Aignan        | 20.188 (2022)    | Seine-Maritime |

## Politische Gliederung
Die Region Haute-Normandie untergliedert sich in zwei Départements:
| 601.305 | (2022) |

| 1.260.205 | (2022) |

## Wirtschaft
Im Vergleich mit dem BIP der Europäischen Union ausgedrückt in Kaufkraftstandards erreichte die Region 2006 einen Index von 99,3 (EU-27 = 100).

## Touristische Normandie
Am 3. Januar 1987 wurde in Frankreich das Gesetz erlassen, dass die Regionalräte (frz. conseil régional) der französischen Regionen sogenannte „Comité Régional de Tourisme“ (dt. Tourismusverband einer Region) gründen sollen. Die Aufgabe des „Comité Régional de Tourisme de Normandie“ (dt. Tourismusverband der Normandie) ist es die Normandie als Urlaubsdestination im In- und Ausland zu vermarkten. Die Besonderheit dieses Fremdenverkehrsverbandes liegt darin, dass zwei administrative Regionen (Obere- und Untere Normandie) ihre Mittel und ihr Engagement bündeln, um gemeinsam für die Region Normandie zu werben. Neben der Vermarktung sind ebenfalls Marktanalysen sowie die Verbesserung des touristischen Angebotes in Zusammenarbeit mit den normannischen Leistungsträgern wichtige Aufgaben dieser Organisation.